# Granada 74 Club de Fútbol
El Granada 74 Club de Fútbol fue un club de fútbol español, fundado en 1999 con el nombre de Club de Fútbol Ciudad de Murcia, en la ciudad de Murcia. En julio de 2007 el empresario granadino Carlos Marsá lo compró y trasladó a Motril, (Granada), cambiando su nombre y sus distintivos por los del Club Polideportivo Granada 74, del que era presidente, por lo que puede decirse que sus antecedentes se remontaban a 1974. Desapareció en 2010.

## Historia
El CP Granada 74 se fundó en 1974 en el popular barrio de La Chana de Granada, pasando después al barrio de Almanjáyar. Históricamente ha sido el segundo equipo de la ciudad, a la sombra del Granada CF. Inició su trayectoria deportiva en la temporada 1974-75 y tras 20 años en las categorías regionales, debutó en Tercera División en la temporada 1994-95. Se mantuvo en dicha categoría 10 temporadas consecutivas, siendo campeón en 2003 y disputando sin éxito varias promociones de ascenso a Segunda División B.
Volvió a descender a las categorías regionales en la temporada 2004/05, aunque consiguió retornar a Tercera en la temporada 2006/07. Sin embargo, su historia cambiaría radicalmente ese mismo año. El 6 de junio de 2007 su presidente, Carlos Marsá, un inversor madrileño afincado en Granada, adquirió el Ciudad de Murcia SAD, que militaba en Segunda División y lo transfirió a Pinos Puente, creando así el Granada 74 S.A.D. al adoptar el nombre y los distintivos del histórico club granadino. No obstante, el antiguo CP Granada 74 no desapareció, sino que se convirtió en filial del nuevo Granada 74 de Segunda División. 
El nuevo Granada 74 solo conservó del Ciudad de Murcia SAD a 8 jugadores de su plantilla y la plaza para jugar en Segunda División. Sin embargo, la FIFA, la UEFA y la Real Federación Española de Fútbol se opusieron a que el club militara en la Segunda división española porque consideraban que se trataba de un ascenso de categoría logrado por medios económicos, en vez de méritos deportivos. La LFP, la Federación Andaluza de Fútbol y el Consejo Superior de Deportes apoyaron al club, ya que consideraban que no se había producido una compra de plaza, sino un cambio de residencia y de nombre de una Sociedad Anónima Deportiva, el Ciudad de Murcia S.A.D., que había culminado en la cuarta posición la pasada temporada, por lo cual tenía derecho a seguir en Segunda. El Tribunal de Arbitraje (TAS) dio la razón al club, que podía militar en Segunda División.
El primer partido oficial del Granada 74 SAD fue en el estadio Ramón de Carranza de Cádiz, ante el equipo local, el Cádiz CF, el 25 de agosto de 2007, ganando los gaditanos por 2-0. El primer partido oficial de local fue una semana después, ante el Hércules de Alicante, partido que terminó con victoria herculana por 2-3. La primera victoria del Granada 74 fue el 5 de septiembre de 2007, al vencer por 1-0 al Real Sporting de Gijón en un partido de la Copa del Rey.
Su primera temporada de existencia se saldó con el descenso a Segunda B. En su siguiente campaña, ya en Segunda División B, volvió a descender, esta vez a Tercera División. Terminada la temporada el club no hace frente a los pagos con sus jugadores, por lo que es descendido a Primera Andaluza y desaparece.

## Estadio
Tradicionalmente el Granada 74 ha jugado en la Ciudad Deportiva Granada 92, situada en el barrio de Almanjáyar de Granada, al norte de la ciudad. Con la creación de la SAD, se intentó volver a disputar los partidos en el principal estadio de la ciudad, el Estadio Nuevo Los Cármenes, de titularidad municipal, en el que el 74 (el histórico CPG74, que actualmente milita en Primera Andaluza) ya jugó durante su último periplo en Tercera División. La primera temporada en Segunda División la juega en el Estadio Escribano Castilla de Motril. Tras el descenso regresa a jugar a Granada al Estadio Ávila Rojas y después se traslada al estadio La Victoria de Pinos Puente.

## Datos del club
- Temporadas en 1.ª: 0
- Temporadas en 2.ª: 1
- Temporadas en 2ªB: 1
- Temporadas en 3.ª: 1